# Taschan
Taschan (ukrainisch Ташань; russisch Ташань Taschan) ist ein Dorf im Südosten der ukrainischen Oblast Kiew mit etwa 400 Einwohnern.

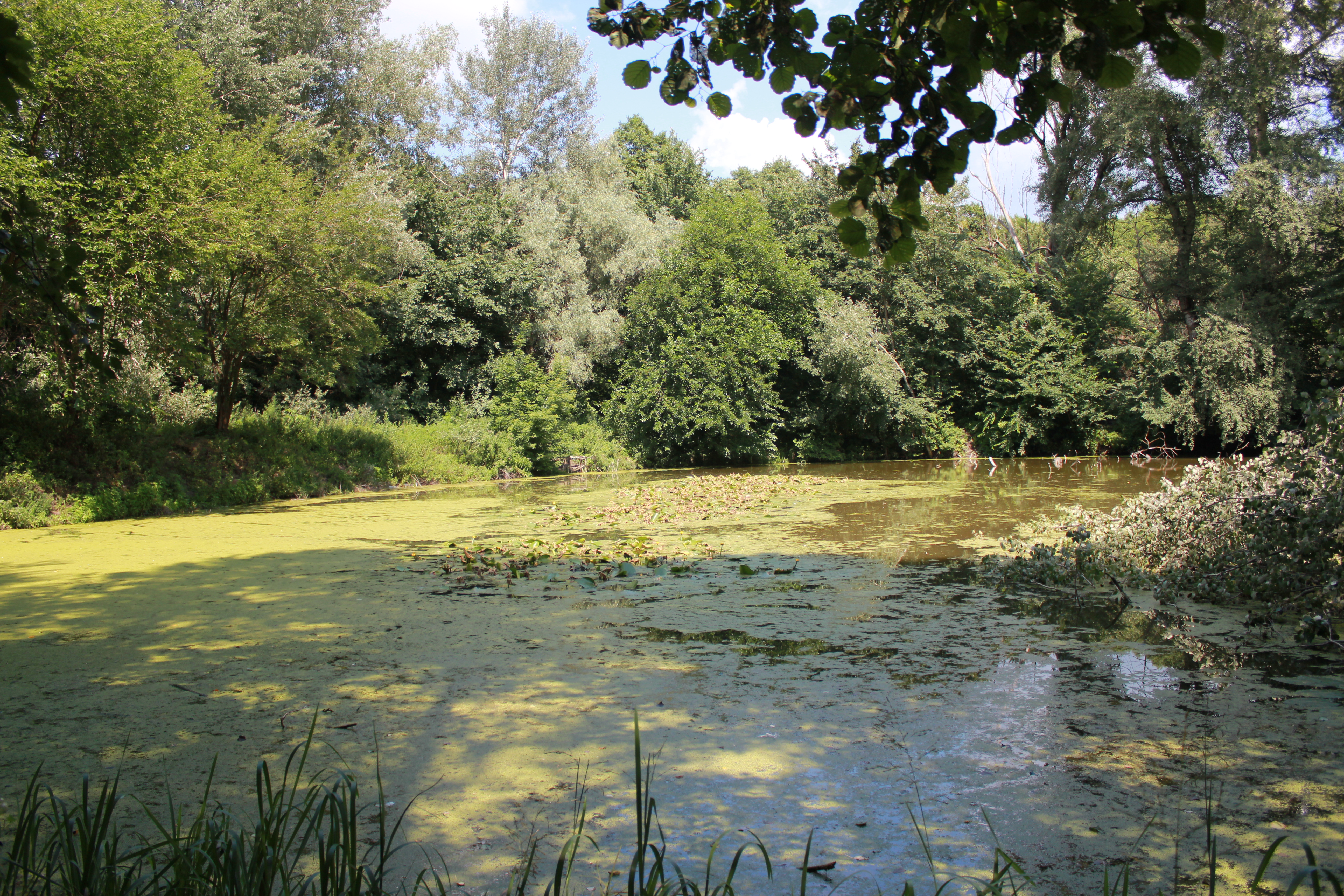
Blick in den Park des Ortes

Das Dorf wurde 1146 zum ersten Mal schriftlich erwähnt und liegt am rechten Ufer des Flusses Supij und an der Territorialstraße T-1031, 73 Kilometer südöstlich der Rajonshauptstadt Boryspil und 106 Kilometer südöstlich der Oblasthauptstadt Kiew, die ehemalige Rajonshauptstadt Perejaslaw liegt 28 Kilometer westlich des Ortes.

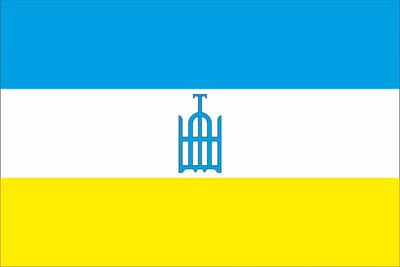
Flagge des Ortes

## Verwaltungsgliederung
Am 12. Juni 2020 wurde das Dorf zum Zentrum der neugegründeten Landgemeinde Taschan (Ташанська сільська громада/Taschanska silska hromada). Zu dieser zählen auch die 15 in der untenstehenden Tabelle aufgelisteten Dörfer, bis dahin bildete es zusammen mit dem Dorf Poloschaji die gleichnamige Landratsgemeinde Taschan (Ташанська сільська рада/Taschanska silska rada) im Osten des Rajons Perejaslaw-Chmelnyzkyj.
Am 17. Juli 2020 kam es im Zuge einer großen Rajonsreform zum Anschluss des Rajonsgebietes an den Rajon Boryspil.
Folgende Orte sind neben dem Hauptort Taschan Teil der Gemeinde:
| Name                     | Name           | Name                            |
| ukrainisch transkribiert | ukrainisch     | russisch                        |
| ------------------------ | -------------- | ------------------------------- |
| Denyssy                  | Дениси         | Денисы (Denissy)                |
| Horbani                  | Горбані        | Горбани (Gorbani)               |
| Mala Karatul             | Мала Каратуль  | Малая Каратуль (Malaja Karatul) |
| Natjahajliwka            | Натягайлівка   | Натягайловка (Natjagailowka)    |
| Persche Trawnja          | Перше Травня   | Перше Травня                    |
| Polohy-Werhuny           | Пологи-Вергуни | Пологи-Вергуны (Pologi-Werguny) |
| Poloschaji               | Положаї        | Положаи (Poloschai)             |
| Pomokli                  | Помоклі        | Помокли                         |
| Schewtschenkowe          | Шевченкове     | Шевченково (Schewtschenkowo)    |
| Tarassiwka               | Тарасівка      | Тарасовка (Tarassowka)          |
| Trawnewe                 | Травневе       | Травневое (Trawnewoje)          |
| Tschopylky               | Чопилки        | Чопилки (Tschopilki)            |
| Uljaniwka                | Улянівка       | Ульяновка (Uljanowka)           |
| Woskressenske            | Воскресенське  | Воскресенское (Woskressenskoje) |
| Wypowsky                 | Виповзки       | Выползки (Wypolski)             |